# Relaciones Guatemala-Omán
Las relaciones Guatemala-Omán son las relaciones internacionales entre Omán y Guatemala. Los dos países establecieron relaciones diplomáticas el 13 de octubre de 1993.

## Relaciones diplomáticas
Guatemala y Omán entablaron relaciones diplomáticas el 13 de octubre de 1993. Anteriormente, ambos países mantienen embajadores concurrentes desde Nueva York, posteriormente Omán nombró a la Embajada de Omán en Brasil como concurrente para Guatemala, también Guatemala nombró a la Embajada de Guatemala en Reino Unido como concurrente para el Sultanato de Omán.